# Scirites
Scirites là một chi nhện trong họ Linyphiidae.